# Denys Lasdun
Denys Louis Lasdun (Londra, 8 settembre 1914 – Fulham, 11 gennaio 2001) è stato un architetto britannico.

## Biografia

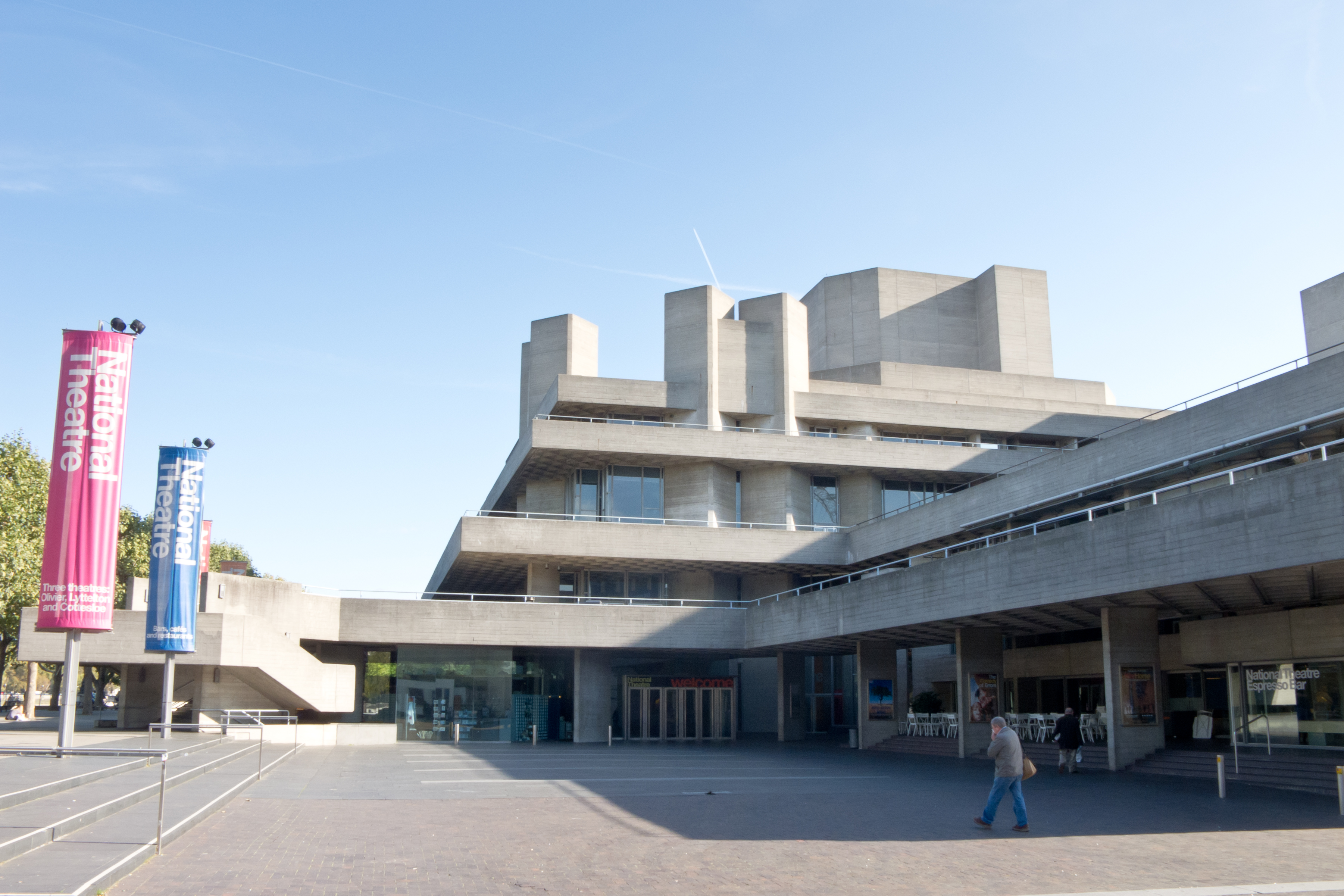
Royal National Theatre

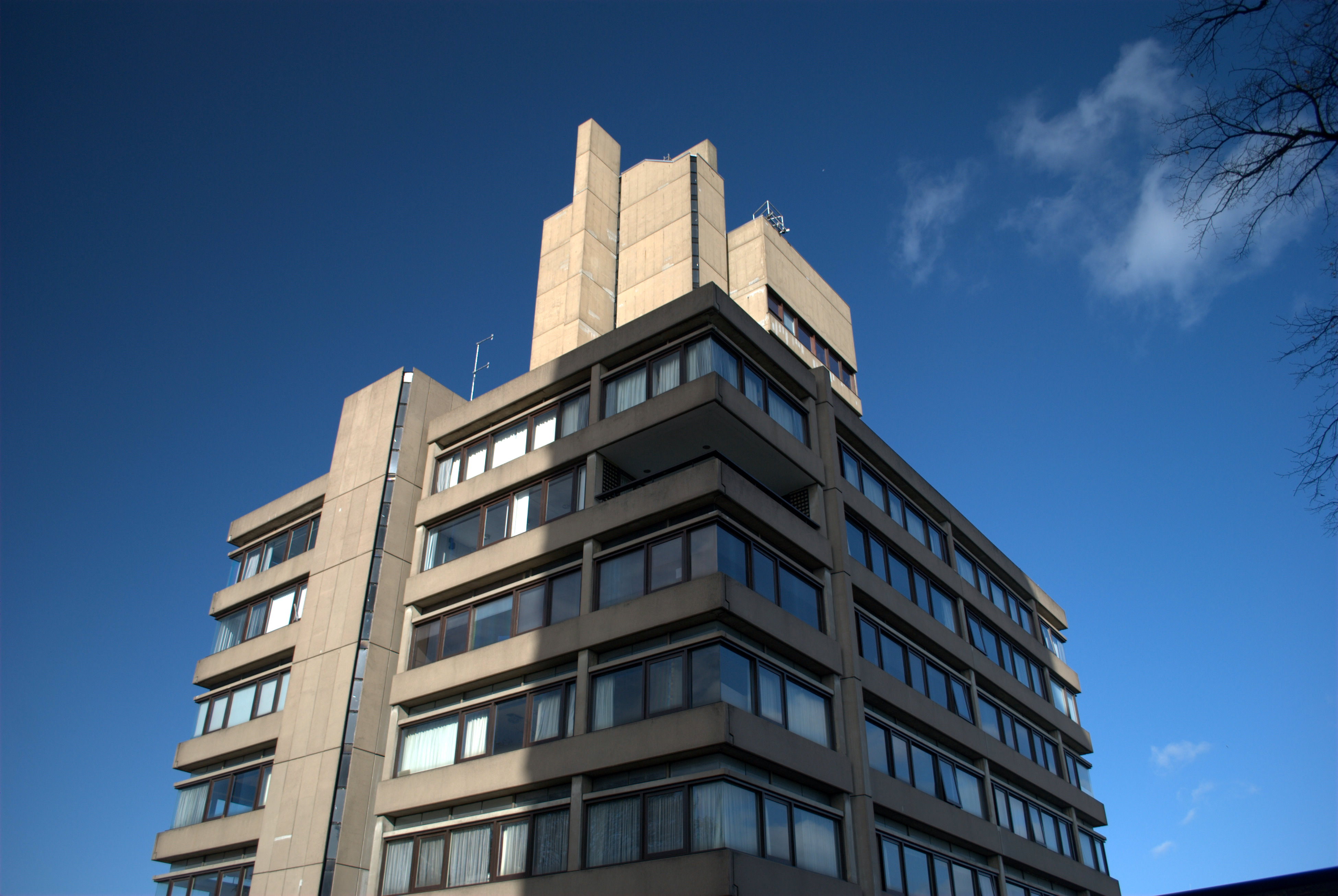
Charles Wilson Building

Nato a Kensington (Londra), figlio di Nathan Lasdun (1879–1920) e Julie (nata 1884–1963), è noto per aver progettato il Royal National Theatre situato a South Bank, edificio storico di grado II ed uno dei maggiori esempi di architettura brutalista nel Regno Unito.
Lasdun ha studiato alla Architectural Association School of Architecture di Londra, ed è stato un allievo di Wells Coates. Come altri architetti modernisti, tra cui Sir Basil Spence e Peter e Alison Smithson, Lasdun fu molto influenzato da Le Corbusier e Ludwig Mies van der Rohe, ma vi fu anche un'influenzato da un architetti dallo stile di più classico e sobrio, come Nicholas Hawksmoor.

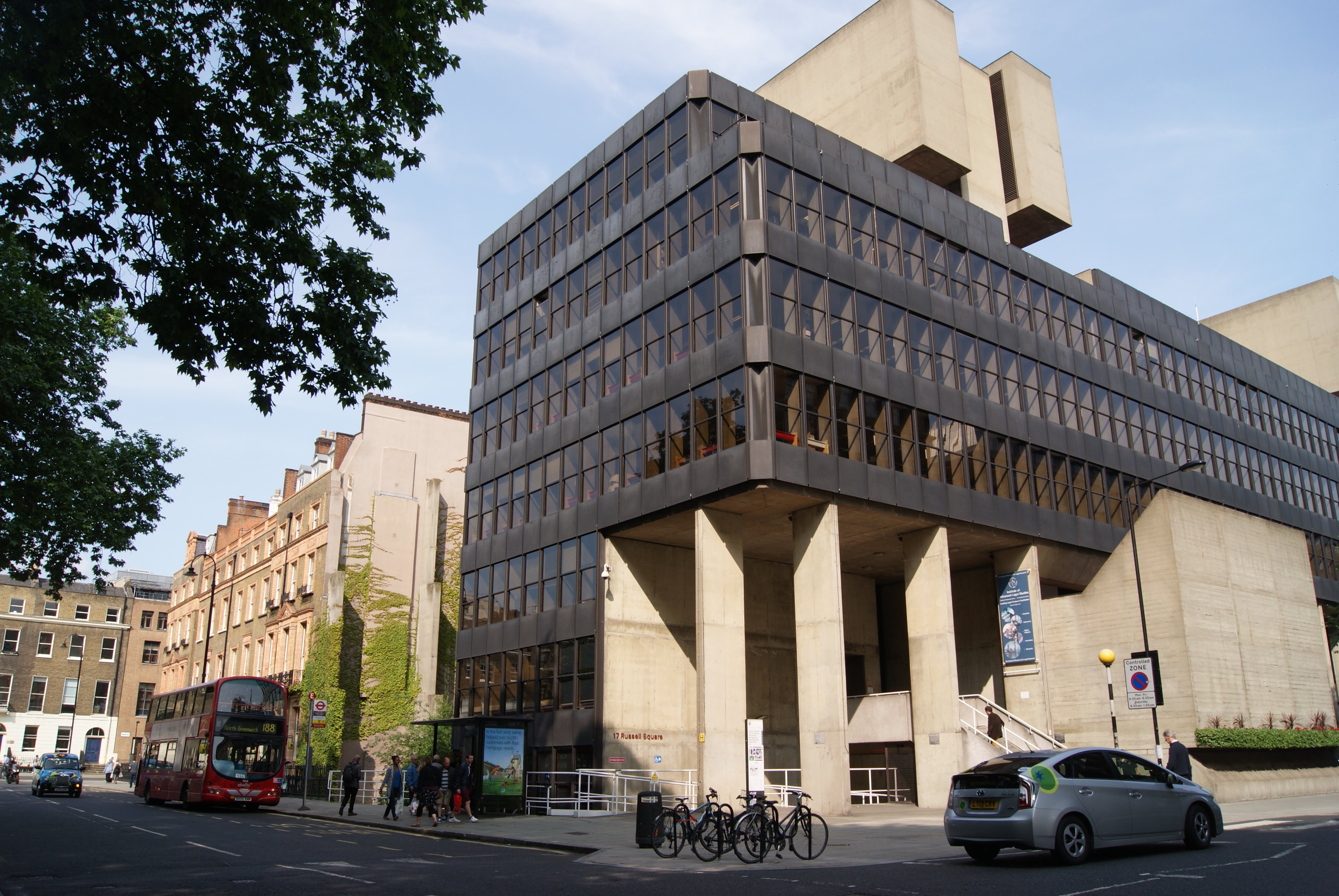
Institute of Advanced Legal Studies

### Vita privata
Il figlio di Lasdun, James Lasdun, è un noto romanziere e poeta. Nel 1992 ha vinto il premio Wolf per l'architettura.

## Opere

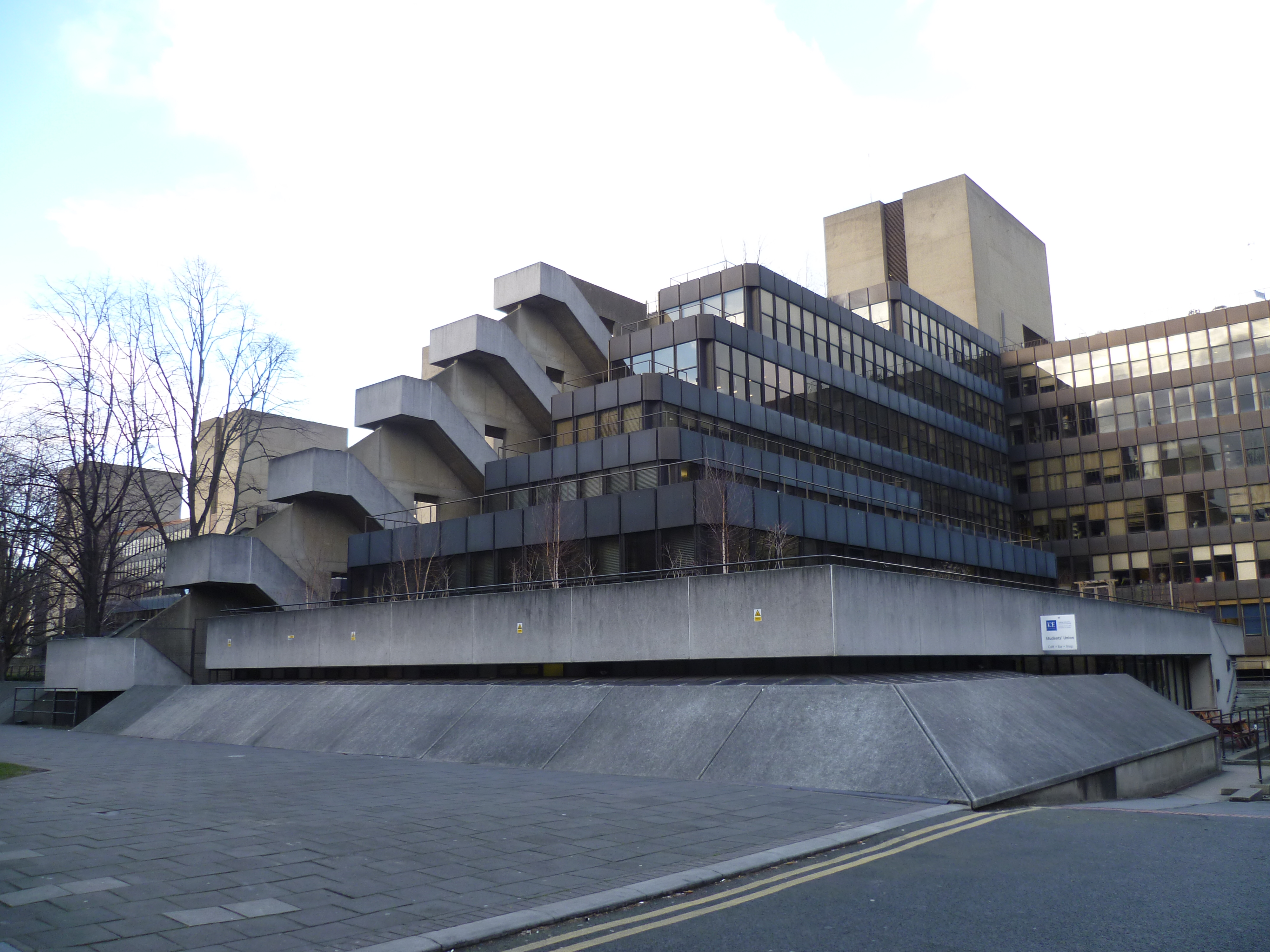
Institute of Education

- Royal National Theatre (1967-1976)
- Charles Wilson Building, University of Leicester
- Fitzwilliam College, Cambridge
- Institute of Advanced Legal Studies, University of London
- Institute of Education
- Keeling House

## Riconoscimenti
- Ordine dei Compagni d'Onore
- Commendatore dell'ordine dell'Impero britannico